# Garfield County (Utah)
Garfield County ist ein County im Süden des US-Bundesstaats Utah. Es wurde nach Präsident James A. Garfield benannt. Im Jahr 2020 lebten in Garfield County 5083 Einwohner. Die größte Stadt und Sitz der Countyverwaltung (County Seat) ist in Panguitch.

## Geographie
Garfield County hat eine Fläche von 13.489 Quadratkilometern. 88 km² davon sind Wasserflächen. Der Colorado River durchfließt im östlichen Teil eine tiefe Schlucht und bildet die östliche Grenze zum San Juan County. Zwischen den Orten Boulder und Escalante liegt der Calf Creek Canyon. Das County grenzt im Uhrzeigersinn an die Countys Wayne County, San Juan County, Kane County, Iron County und Piute County.
Die Region gehört zum nördlichen Colorado-Plateau, in ihr liegen die obersten, jüngsten Schichten der Grand Staircase, der „Treppe“ aus Sandstein-Schichten die das Bild des Südwestens der Vereinigten Staaten prägen. Hochgelegene Teile, vorwiegend im Westen des Countys, sind weitgehend bewaldet. Hier herrschen Gelb-Kiefer und an Wasserläufen die Amerikanische Zitterpappel vor. Die Waldflächen gehören zum Dixie National Forest, einem Nationalforst unter Verwaltung des U.S. Forest Service.
Im County liegen der Bryce-Canyon-Nationalpark, Teile des Capitol-Reef-Nationalparks, des Grand Staircase-Escalante National Monuments und des Glen Canyon National Recreation Areas.

## Demografische Daten

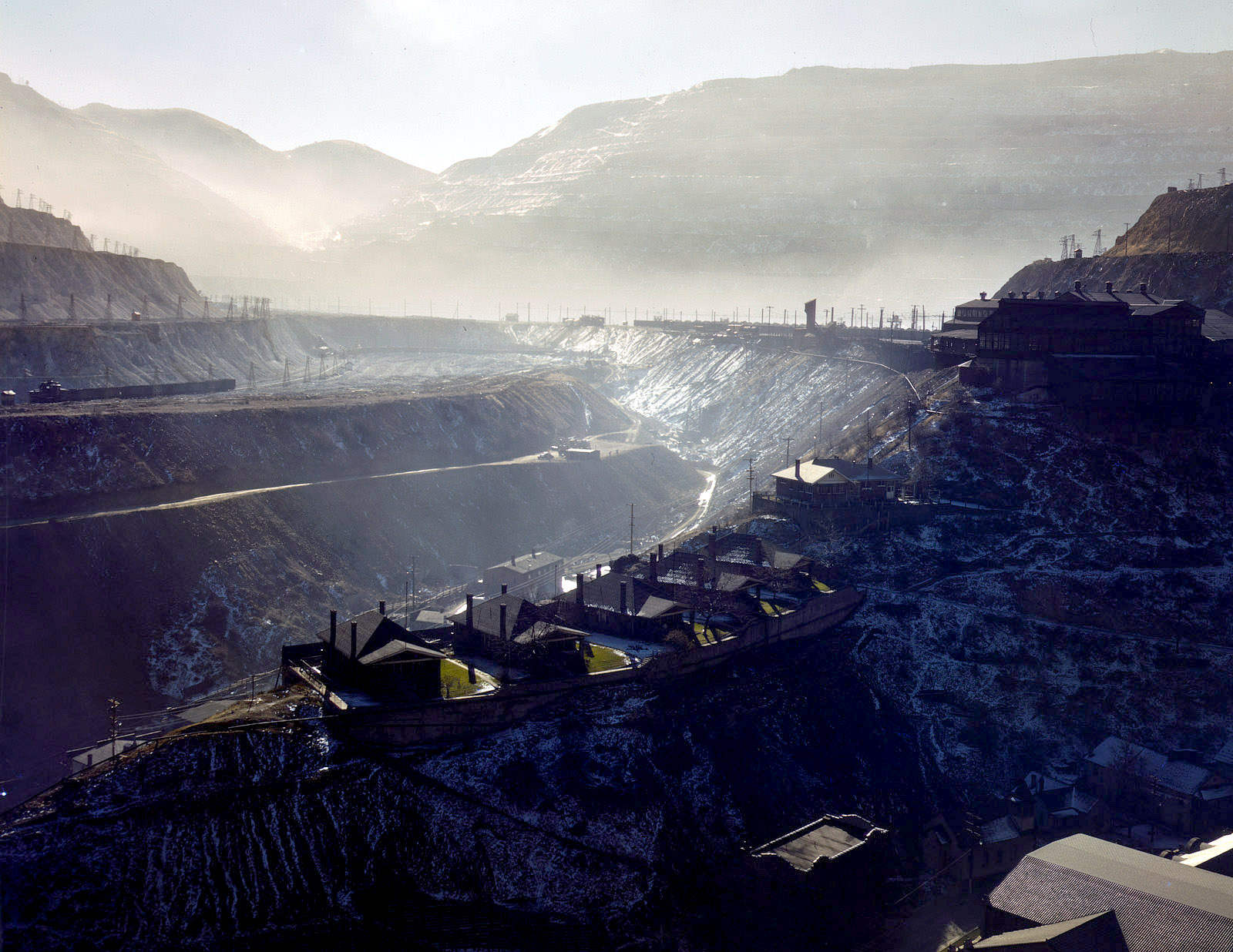
ASARCO-Kupfermine in Garfield (1942)

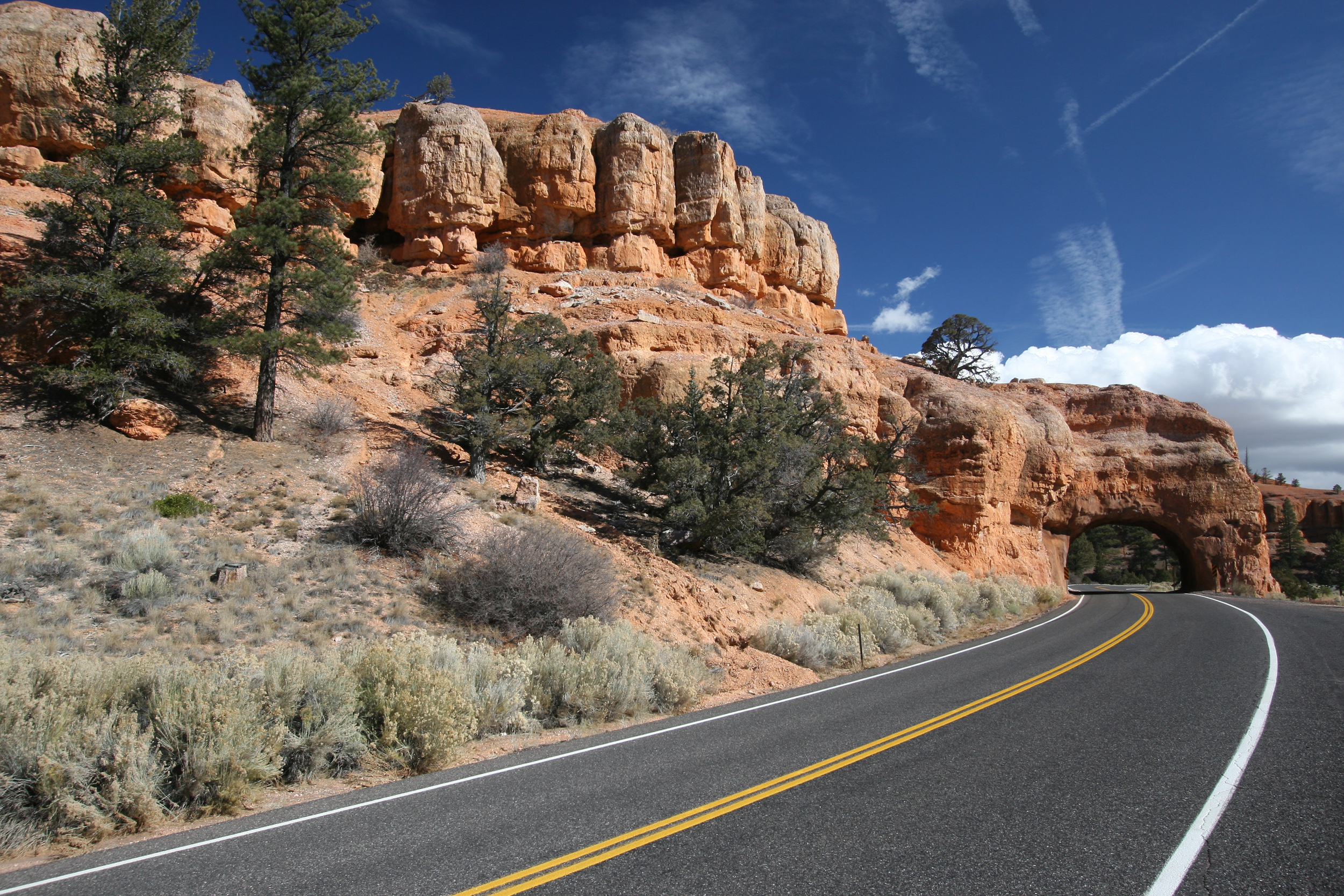
Red Rock Country – Die Region des Roten Sandsteins

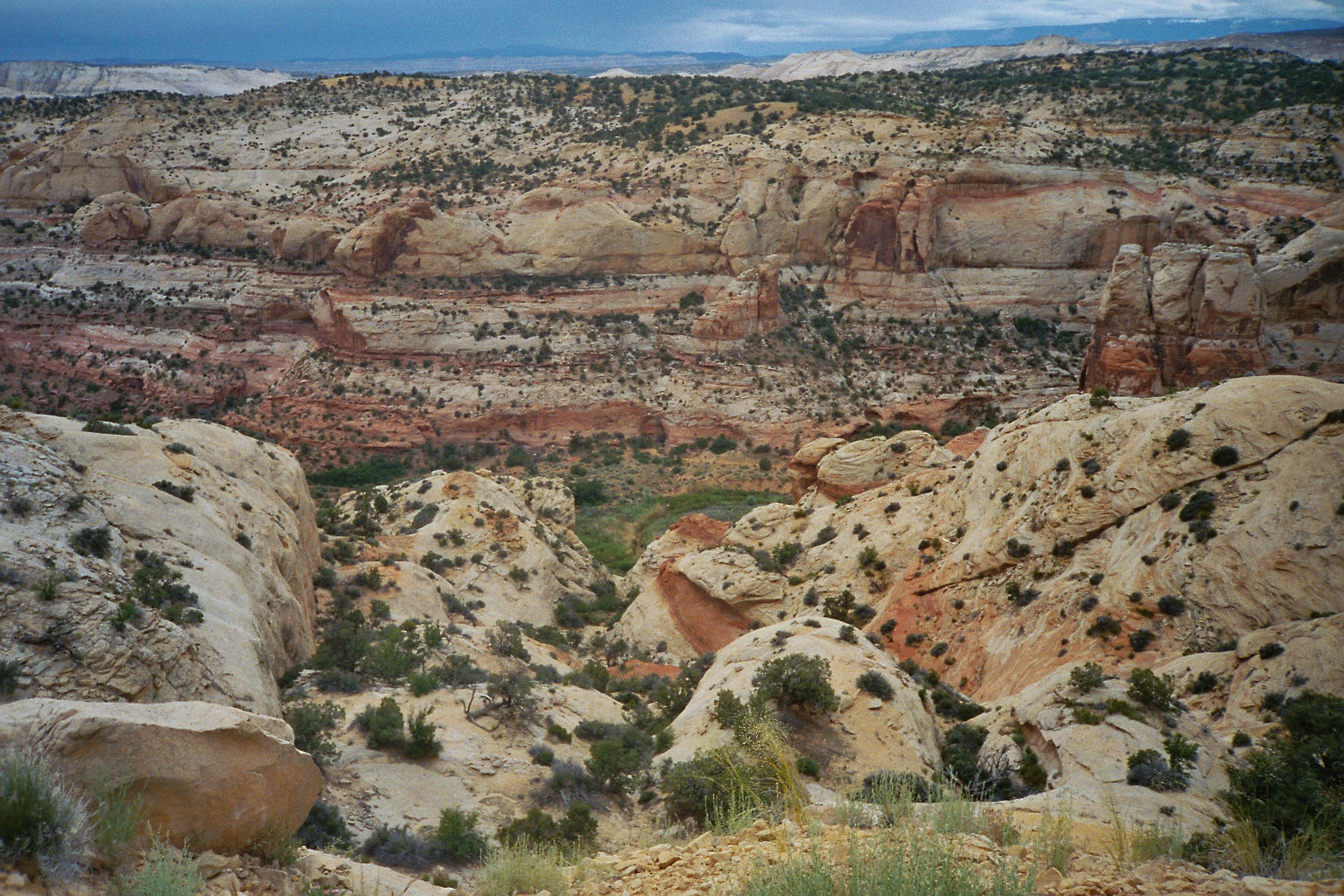
Grand Staircase Escalante N.M.

Nach der Volkszählung im Jahr 2000 lebten im Garfield County 4735 Menschen. Es gab 1576 Haushalte und 1199 Familien. Die Bevölkerungsdichte betrug weniger als 1 Einwohner pro Quadratkilometer. Ethnisch betrachtet setzte sich die Bevölkerung zusammen aus 94,95 % Weißen, 0,17 % Afroamerikanern, 1,84 % amerikanischen Ureinwohnern, 0,40 % Asiaten, 0,04 % Bewohnern aus dem pazifischen Inselraum und 1,12 % aus anderen ethnischen Gruppen; 1,48 % stammten von zwei oder mehr ethnischen Gruppen ab. 2,87 % der Bevölkerung waren spanischer oder lateinamerikanischer Abstammung.
Von den 1576 Haushalten hatten 38,40 % Kinder und Jugendliche unter 18 Jahre, die bei ihnen lebten. 66,40 % waren verheiratete, zusammenlebende Paare, 6,80 % waren allein erziehende Mütter. 23,90 % waren keine Familien. 20,50 % waren Singlehaushalte und in 10,10 % lebten Menschen im Alter von 65 Jahren oder darüber. Die Durchschnittshaushaltsgröße betrug 2,92 und die durchschnittliche Familiengröße lag bei 3,43 Personen.
Auf das gesamte County bezogen setzte sich die Bevölkerung zusammen aus 32,60 % Einwohnern unter 18 Jahren, 7,80 % zwischen 18 und 24 Jahren, 23,10 % zwischen 25 und 44 Jahren, 22,40 % zwischen 45 und 64 Jahren und 14,10 % waren 65 Jahre alt oder darüber. Das Durchschnittsalter betrug 34 Jahre. Auf 100 weibliche Personen kamen 104,60 männliche Personen, auf 100 Frauen im Alter ab 18 Jahren kamen statistisch 102,20 Männer.
Das jährliche Durchschnittseinkommen eines Haushalts betrug 35.180 USD, das Durchschnittseinkommen der Familien betrug 40.192 USD. Männer hatten ein Durchschnittseinkommen von 30.239 USD, Frauen 20.408 USD. Das Prokopfeinkommen betrug 13.439 USD. 8,10 % der Bevölkerung und 6,10 % der Familien lebten unterhalb der Armutsgrenze. 8,80 % davon waren unter 18 Jahre und 10,40 % waren 65 Jahre oder älter.

## Städte und Orte
- Antimony
- Bear Valley Junction
- Bone Valley
- Boulder Town
- Bryce Canyon
- Cannonville
- Eggnog
- Escalante
- Hatch
- Henrieville
- Hillsdale
- Osiris
- Panguitch
- Spry
- Three Forks
- Tropic
- Widtsoe

## Sehenswürdigkeiten
Die State Route 12 von Torrey Wayne County bis Panguitch führt an vielen Sehenswürdigkeiten vorbei. Zuerst durch die Boulder Montains nach Boulder, weiter durch das Grand Staircase-Escalante National Monument nach Escalante (Escalante State Parks), weiter durch das Table Riff Plateau nach Rubys Inn.
Von hier führt die State Route 64 in den Bryce Canyon. Weiter von Rubys Inn durch den Red Canyon nach Panguitch.